# Kamov Ka-25
Kamov Ka-25 (ký hiệu NATO:Hormone tức Hoóc môn) là loại trực thăng chống ngầm do Liên Xô thiết kế từ năm 1958 - 1960 cho Hải quân Liên Xô. Được cho là loại trực thăng chống ngầm đầu tiên của Hồng quân, Ka-25 đã thực sự có thể tiệm cận đến các mẫu nước ngoài, mặc dù vẫn không thể sánh được với họ. Ngoài ra có một điểm trừ lớn: độ tin cậy. Ka-25 được ghi nhận vì hàng chục vụ tai nạn, tầm hoạt động của Ka-25 cũng không lớn. 

## Phát triển
Từ những năm cuối của thập niên 1950, do khả năng chiến đấu của tàu ngầm càng ngày càng mạnh, Liên Xô cùng các nước trên thế giới bắt đầu phát triển các loại vũ khí chống ngầm trên tàu chiến cũng như trên tàu ngầm. Từ đây, họ đã bắt đầu nghĩ đến việc thiết kế các vũ khí chống ngầm từ trên không, mà trực thăng lại là lựa chọn tốt nhất. Từ năm 1947-1950, Không quân Liên Xô đã có những chiếc trực thăng đầu tiên phục vụ trong Chiến tranh Triều Tiên, Kamov đã được giao nhiệm vụ thiết kế loại vũ khí chống ngầm mới này và họ đã dựa trên Kamov Ka-20 để thiết kế nó tuy Ka-20 chỉ là thiết kế nguyên mẫu thử nghiệm. Dựa trên hình dáng của nó, đến năm 1963, việc nghiên cứu hoàn thành và nguyên bản đầu tiên đã được chế tạo và cho bay thử vào ngày 26 tháng 4 năm 1963. Kamov Ka-25 đã được chỉnh sửa các bộ phận ở đuôi, ở cánh quạt và được trang bị thêm vũ khí chống ngầm như rocket chống ngầm và ngư lôi. Đến năm 1965, Ka-25 chính thức được sản xuất hàng loạt và biên chế trong Hải quân Liên Xô, nó được giới thiệu năm 1972 và ngừng sản xuất năm 1977. Hiện nay, gần như tất cả các nước sở hữu Ka-25 đều đã cho chúng nghỉ hưu vì quá cũ, chúng được thay thế bằng Kamov Ka-27.

## Đặc điểm nổi bật

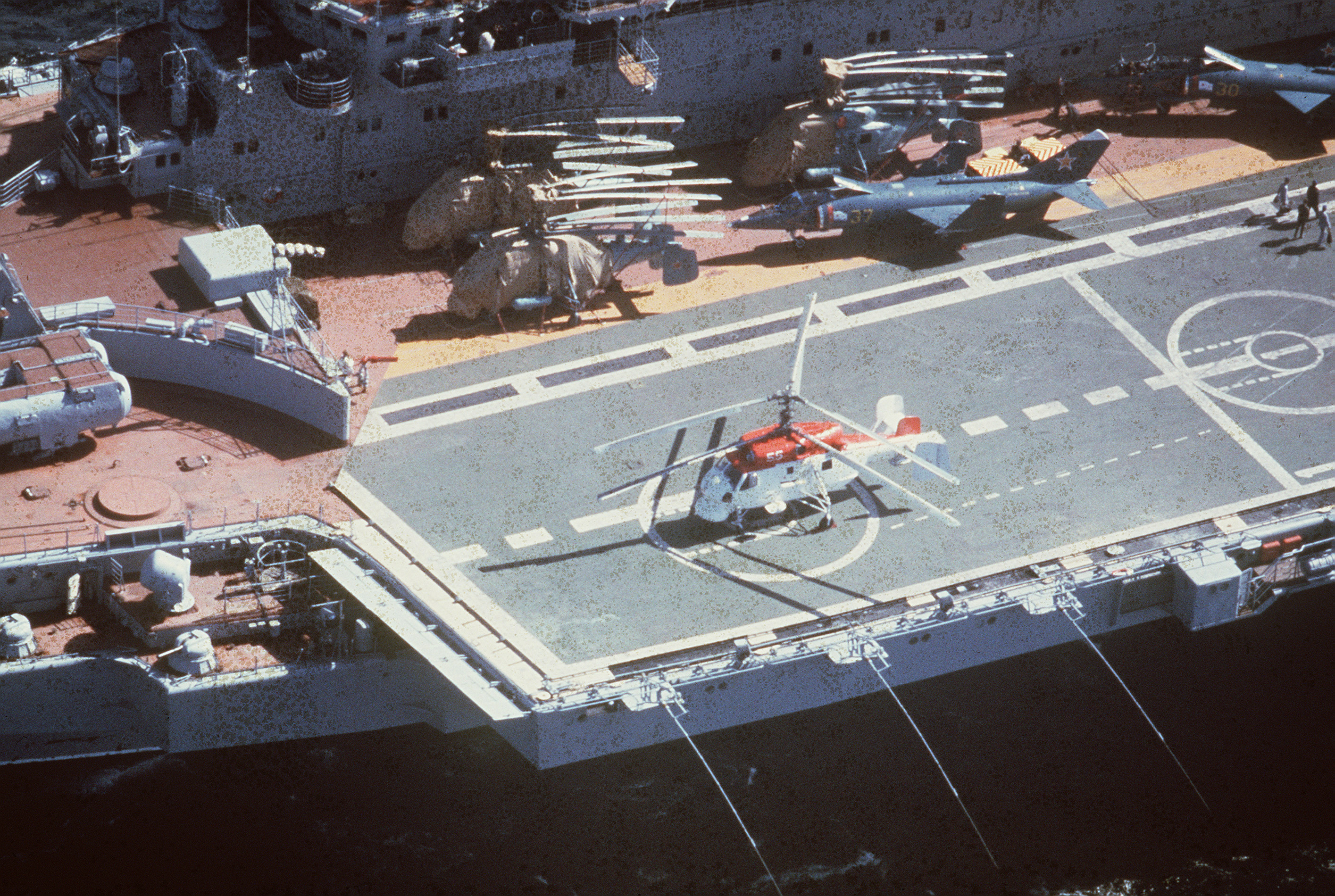
Trực thăng Kamov Ka-25 hạ cánh trên tàu sân bay Minsk, năm 1986

Điểm làm cho Ka-25 độc đáo hơn các dòng trực thăng khác trên thế giới chính là cơ cấu cánh quạt nâng thiết kế "sơ đồ cánh quạt đồng trục" (hai cánh quạt chồng lên nhau). Sau này, phiên bản nối tiếp của nó là Kamov Ka-27 và các phiên bản trực thăng quân sự Kamov Ka-xx đều có hai cánh quạt chồng lên nhau (trừ Kamov Ka-60).
Đặc điểm của sơ đồ này là không có cánh quạt đuôi mà có 2 bộ cánh quạt nâng đồng trục quay ngược chiều nhau để triệt tiêu mô men quay thân máy bay. Khi máy bay muốn quay đầu để rẽ hướng phi công ấn pê đan "anti-torque" sẽ tạo ra chênh lệch vận tốc quay của hai tầng cánh quạt đồng trục và máy bay sẽ quay thân tương ứng theo chiều cánh quạt quay chậm hơn.
Sơ đồ cánh quạt này có rất nhiều ưu điểm: vì có 2 cánh quạt nâng nên đường kính, vận tốc quay của cánh quạt không cần lớn lắm cho phép cánh quạt hoạt động trong khoảng hiệu suất cao nhất, và độ an toàn chống cộng hưởng, chống rung giật cánh quạt tốt, không mất phần công suất hoang phí như loại Sikorsky.
Đặc biệt tính cơ động của nó là hoàn hảo, tốt nhất trong các phương án trực thăng: nó có thể trong một khoảnh khắc đột ngột di chuyển theo nhiều hướng phải – trái, tiến – lùi và lên – xuống một cách rất linh hoạt.
Vì không có cánh quạt đuôi nên loại này không ngán ngại gió thổi ngang, có thể cất cánh hạ cánh, bay treo và hoạt động ở mọi điều kiện thời tiết, và một ưu điểm nữa là vì kích thước cánh quạt nhỏ, không đuôi nên loại này có kích thước rất nhỏ gọn, phù hợp cho việc hạ cánh trên sân đáp hạm tàu.
Tất nhiên, sơ đồ cánh quạt của Kamov Ka-25 vẫn tồn tại nhược điểm là cơ cấu cánh đồng trục rất phức tạp. Tuy nhiên, nó vẫn được Hải quân Xô Viết (Nga) và nhiều nước trên thế giới sử dụng vì sự an toàn, tính tin cậy cao.
Để thực hiện vai trò chống ngầm, trong Ka-25 trang bị radar, hệ thống định vị thủy âm OKA-2, cảm biển quang điện "nhìn xuống dưới" Tie Rod (đặt ở đuôi) và cảm biến phát hiện từ tính bất thường. Về vũ khí, trực thăng có thể mang ngư lôi điều khiển qua dây dẫn hoặc bom phá ngầm.
Trực thăng trang bị 2 động cơ tuốc bin trục OMKB Mars GTD-3F cho phép đạt tốc độ tối đa 209 km/h, trần bay 3.300m, tầm bay 400 km.

## Quốc gia sử dụng
- Bulgaria Hải quân Bulgari

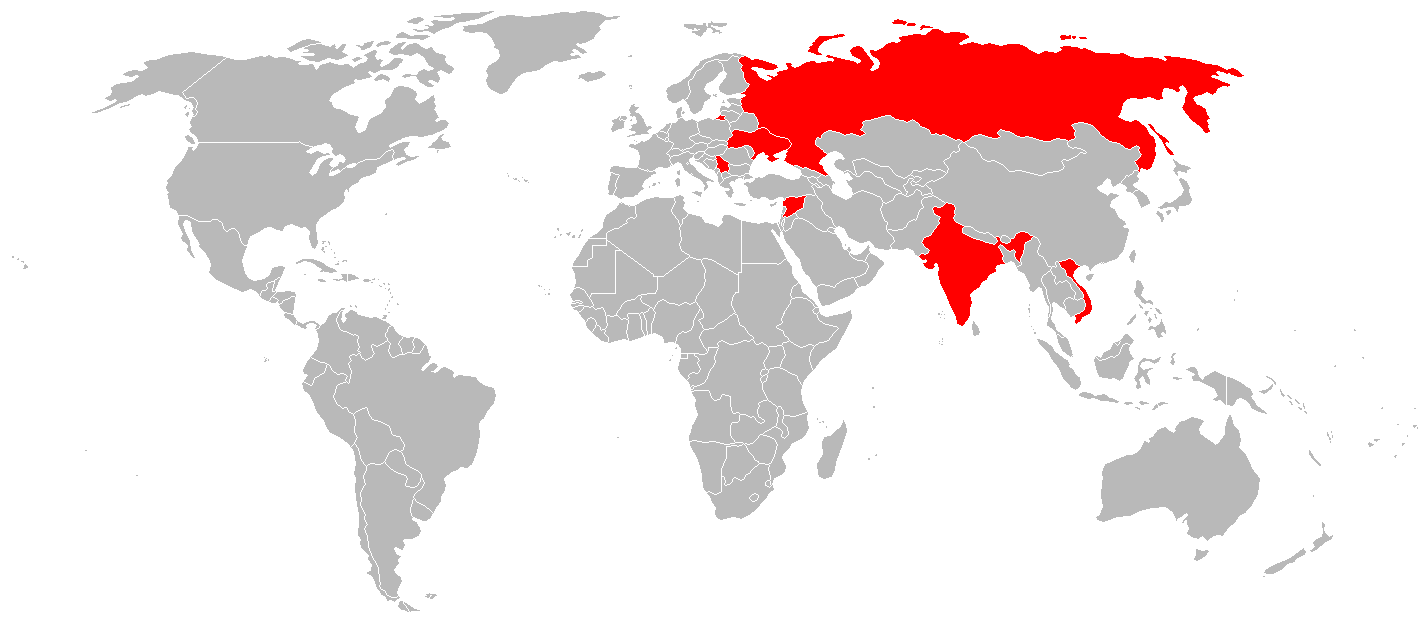
Các quốc gia sử dụng Ka-25

- Ấn Độ Hải quân Ấn Độ (ngừng sử dụng, thay bằng Kamov Ka-27)
- Nga Hải quân Nga (ngừng sử dụng, thay bằng Kamov Ka-27)
- Liên Xô Hải quân Liên Xô
- Syria Hải quân Syria
- Ukraina Hải quân Ukraine (ngừng sử dụng, thay bằng Kamov Ka-27)
- Việt Nam Hải quân Nhân dân Việt Nam (ngừng sử dụng, thay bằng Kamov Ka-27)
- Nam Tư Hải quân Nam Tư.

## Thông số chung
Đặc điểm
- Phi hành đoàn: 04
- Dài: 9,75 m
- Đường kính cánh quạt: 15,74 m
- Cao: 5,37 m
- Trọng lượng không tải: 4.765 kg
- Tối đa khi cất cánh: 7.500 kg
- Động cơ: 02 động cơ Glushenkov GTD-3F có sức đẩy 900 mã lực mỗi cái.
- Tốc độ: 209 km/giờ
- Cao độ: 3.350 m
- Tầm hoạt động: 400 km
- Bay lần đầu: 26/4/1963
- Số lượng sản xuất: 140 chiếc.
- Quốc gia sản xuất: Liên Xô
- Quốc gia sử dụng: Bulgaria, Ấn Độ, Liên Xô-Nga, Syria, Ukraine, Việt Nam, Nam Tư.[2]

Trang bị vũ trang
- Vũ khí: 02 ống phóng ngư lôi 450mm, Súng máy Gryazev-Shipunov GSh-23,thủy lôi cùng 1900 kg bom đạn các loại.
- Radar: Radar, Sonar, hệ thống định vị thủy âm OKA-2.[3]

### Máy bay có cùng sự phát triển
- Kamov Ka-20
- Kamov Ka-27

### Máy bay có tính năng tương đương
- SH-2 Seasprite